# Doctrine de la structure fondamentale
La doctrine de la structure fondamentale (en anglais : basic structure doctrine) est une théorie juridique de common law selon laquelle la constitution d'un État souverain présente certaines caractéristiques qui ne peuvent être effacées par son législateur. Cette théorie est reconnue en Inde, au Bangladesh, en Malaisie, au Pakistan et en Ouganda. Elle a été développée par la Cour suprême de l'Inde dans une série d'affaires de droit constitutionnel dans les années 1960 et 1970 qui ont culminé dans l'affaire Kesavananda Bharati v. The State of Kerala (en), où la théorie a été formellement adoptée. Le Bangladesh est peut-être le seul système juridique au monde qui reconnaît cette doctrine de manière exprimée, écrite et rigide par l'article 7B de sa Constitution.
La Constitution habilite le Parlement et les législatures ou assemblées des États à légiférer dans leurs juridictions respectives. Toutefois, un projet de loi visant à modifier la Constitution peut être présenté au Parlement lui-même, mais cela ne constitue pas un pouvoir absolu. Si la Cour suprême (ou la cour constitutionnelle) estime que la constitution d’une loi adoptée par le Parlement ne correspond pas aux caractéristiques fondamentales, elle a le pouvoir de la déclarer invalide.
Dans l'affaire Kesavananda, le juge Hans Raj Khanna a affirmé que la Constitution de l'Inde possède certaines caractéristiques fondamentales qui ne peuvent être modifiées ou détruites par des amendements du Parlement indien. Parmi ces "caractéristiques fondamentales", comme l'a expliqué le juge Khanna, figurent les droits fondamentaux garantis aux individus par la Constitution.
Cette doctrine constitue donc la base du pouvoir de la Cour suprême de l'Inde de contrôler et d'annuler les amendements constitutionnels et les lois promulguées par le Parlement qui entrent en conflit avec cette "structure de base" de la Constitution ou cherchent à la modifier. Les caractéristiques fondamentales de la Constitution n'ont pas été explicitement définies par le pouvoir judiciaire, et la revendication d'une caractéristique particulière de la Constitution comme étant une caractéristique "fondamentale" est déterminée par la Cour dans chaque cas qui lui est soumis.

## Critiques
La critique courante est que la doctrine de la structure fondamentale n'a aucun fondement dans le langage de la Constitution. L'expression "basic structure" elle-même n'est mentionnée nulle part dans la constitution indienne. De plus, au-delà de son illégitimité textuelle, ses détracteurs estiment également que la doctrine accorde au pouvoir judiciaire le pouvoir d'imposer sa philosophie à un gouvernement démocratiquement formé, ce qui aboutirait à ce que le ministre de l'Union Arun Jaitley a un jour qualifié de "tyrannie des non-élus".
Suhrith Parthasarathy, avocat à la Haute Cour de Madras  défend le fait que non seulement la règle de la structure fondamentale est légalement légitime, dans la mesure où il est profondément ancré dans le texte et l'histoire de la constitution indienne, car ce principe juridique possède également une valeur morale substantielle, dans la mesure où il renforce la démocratie en limitant le pouvoir d'un gouvernement majoritaire de saper les idéaux centraux de la Constitution.